# Johan Ross den äldre (domkyrkoorganist)
Johan Ross den äldre, död i början av maj 1691, troligen i Skara, var en svensk domkyrkoorganist i Skara domkyrkoförsamling mellan 1654 och 1691. Han var även rådman i Skara stad och –herredagsman vid riksdagen i Uppsala 1675. Hans son Johan Ross den yngre var domkyrkoorganist i samma församling 1692–1715.

## Biografi
Johan Ross blev antagen till domkyrkoorganist i Skara domkyrkoförsamling den 8 november 1654. Han fick provanställning det första året. Han fick som uppgift vid anställningen att reparera organistgården. Under vintern 1686 hade Ross en elev vid namn Per Andersson Skarman som senare blev organist i Habo. Niklas Andersson Wass i Lyrestad och Lidköping var även elev till Ross.
Ross var gift och måg till korpralen Anrvid Willman. Ross var även styvfar till Britta Gabrielsdotter. 